# Saint-Plantaire
Saint-Plantaire ist eine französische Gemeinde mit 602 Einwohnern (Stand: 1. Januar 2022) im Département Indre in der Region Centre-Val de Loire; sie gehört zum Arrondissement La Châtre und zum Kanton Neuvy-Saint-Sépulchre. Die Einwohner werden Pantaléonniens genannt.

## Geographie
Saint-Plantaire liegt etwa 42 Kilometer südlich von Châteauroux. Die Creuse begrenzt die Gemeinde im Westen und Südwesten. Nachbargemeinden von Saint-Plantaire sind Gargilesse-Dampierre im Norden und Nordwesten, Orsennes im Osten und Nordosten, Lourdoueix-Saint-Michel im Osten, Fresselines im Südosten, Crozant im Süden und Südwesten, Éguzon-Chantôme im Westen sowie Cuzion im Westen und Nordwesten.

## Bevölkerungsentwicklung
| Jahr                       | 1962 | 1968 | 1975 | 1982 | 1990 | 1999 | 2006 | 2018 |
| Einwohner                  | 996  | 891  | 758  | 680  | 605  | 550  | 552  | 613  |
| Quellen: Cassini und INSEE |      |      |      |      |      |      |      |      |

## Sehenswürdigkeiten

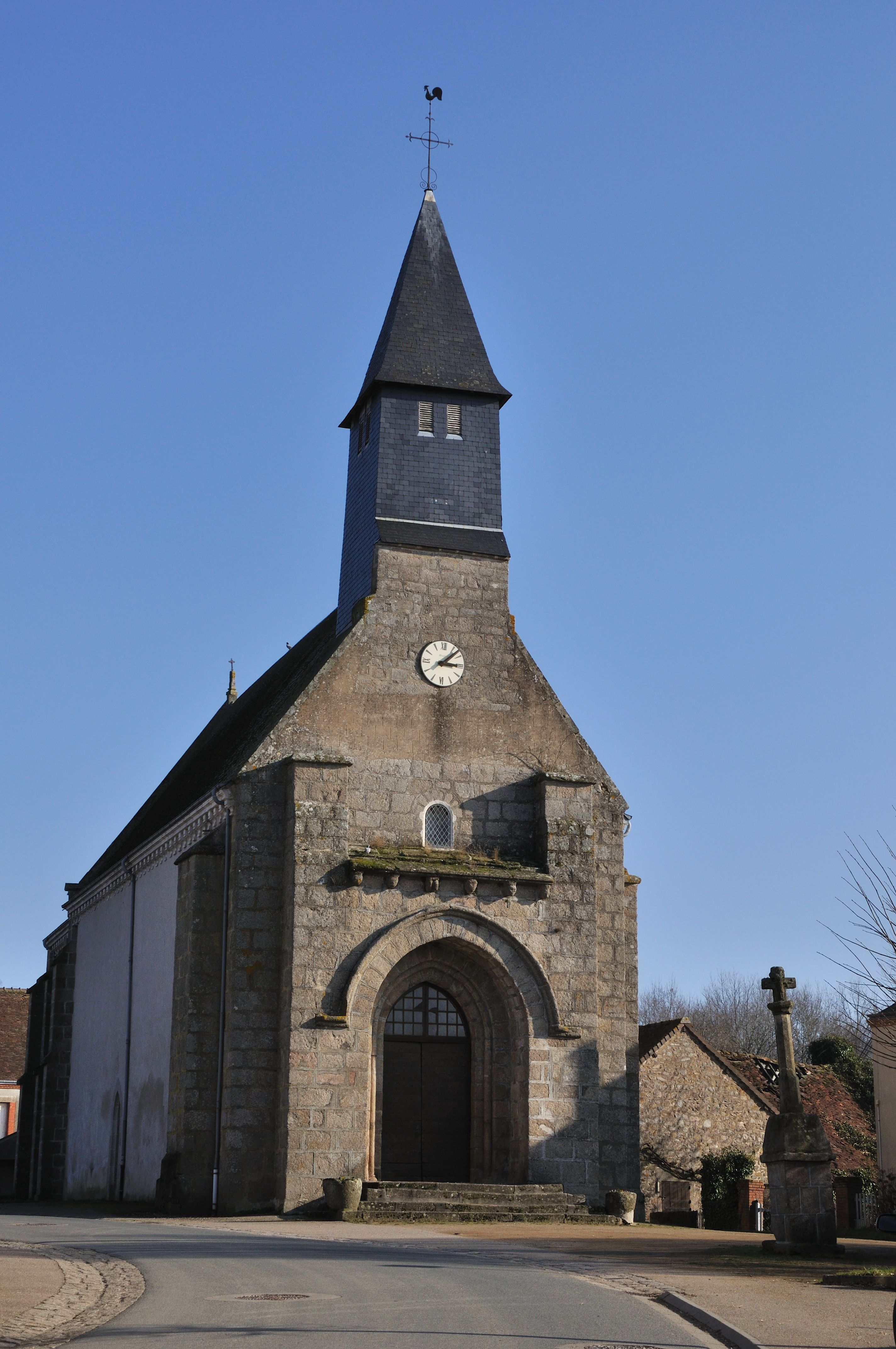
Kirche Saint-Pantaléon

- Dolmen
- Kirche Saint-Pantaléon

## Persönlichkeiten
- Johann Gabriel Arnauld de la Perière (1731–1810), Generalmajor